# Andronic III Paléologue
Pour les articles homonymes, voir Andronic.
Andronic III Paléologue (grec : Ανδρόνικος Γʹ Παλαιολόγος), dit le Jeune, est un empereur byzantin de 1328 à 1341, né le 25 mars 1297, et mort le 15 juin 1341, fils de Michel IX Paléologue, empereur associé, et de Rita d'Arménie.
Les historiens le décrivent comme ayant plus de goût pour le combat que pour l'administration, aimant à mener ses hommes au combat et aimant particulièrement la chasse et les joutes équestres, divertissement importé à Constantinople par l'entourage de Jeanne de Savoie.

## Politique intérieure
Soutenu par son cousin Jean Cantacuzène, il lutte longtemps contre son grand-père Andronic II Paléologue, qu'il force à abdiquer en 1328. Devenu seul empereur, il tente de relever l'empire avec l'aide de Jean VI Cantacuzène, mais, occupé à défendre ses positions européennes contre les Bulgares et le roi Serbe Stefan Uroš III Dečanski, il ne peut s'opposer aux Turcs en Asie mineure.
En 1329, Andronic III entreprend une vaste réforme de la hiérarchie judiciaire. Il nomme ainsi quatre juges suprêmes, deux laïcs et deux religieux, les « Juges Universels des Romains », auxquels sont octroyés des pouvoirs étendus notamment pour assurer l'exécution des lois auprès des fonctionnaires corrompus.
Néanmoins, ces quatre juges sont eux-mêmes impliqués dans des affaires de corruption ; trois d'entre eux sont alors traduits en justice, en 1337, puis exilés.
D'autres juges sont cependant nommés à leur place et l'institution demeure en place jusqu'à la fin de l'Empire byzantin, en 1453. Instaurée à Constantinople, elle est ensuite étendue à toutes les provinces de l'Empire.
Sur le plan religieux, Andronic III esquisse une politique d'union religieuse mais il est desservi par le schisme hésychaste entre 1333 et 1339 : pour vaincre cette hérésie, il convoque un concile le 10 juin 1341, à Constantinople mais celui-ci s'achève par la victoire des hésychastes.

## Politique extérieure
Le règne d'Andronic III est marqué par la lutte contre les Serbes, les Bulgares et les Turcs.

### Reconquête des territoires européens
En 1328, les Bulgares envahissent la Thrace et marchent jusqu'à Andrinople mais le tsar Mikhail III Chichman Asen de Bulgarie refuse d'affronter une armée byzantine réorganisée, préfère négocier et signer, en 1330, un traité de paix, à la suite duquel les Bulgares s'abstiennent de toute incursion militaire pendant le règne d'Andronic III.
En 1329, éclate à Chios une insurrection contre Martin Zaccaria dirigée par Léon Kalothétos. Celui-ci parvient à prendre le gouvernement de l'île et Andronic III lui envoie une flotte de secours. Zaccaria est arrêté, amené en captivité à Constantinople tandis que Kalothétos se voit confier le gouvernement de l'île, revenue dans la souveraineté impériale.
En 1332-1333, Andronic III prend le contrôle de la Thessalie, à la suite du décès du sébastokrator Étienne Gabrielopoulos.
En 1333, il est confronté à la rébellion de Syrgiannès Paléologue, un de ses anciens soutiens qu'il avait nommé gouverneur de Thessalonique et dont la loyauté lui paraissait douteuse. Celui-ci se rallie à Stefan Uroš IV Dušan, roi de Serbie, qui envahit alors la Macédoine byzantine en s'appuyant sur Syrgiannès. L'assassinat de celui-ci par un officier d'Andronic III, Sphrantzès Paléologue, permet à l'empereur byzantin d'obtenir du roi serbe la signature d'un traité, en août 1334, par lequel l'Empire byzantin reconnaît la majorité des conquêtes serbes mais récupérait Kastoria.
En 1337-1338, il annexe le despotat d'Épire, alors sous la régence de sa parente Anne Paléologue Cantacuzène. Refusant tout compromis, l'empereur exige une reddition complète et le rattachement de l'Épire à l'Empire tandis qu'Anne et ses enfants sont conduits à Thessalonique. Le jeune Nicéphore II Orsini, héritier du despotat, parvient cependant à s'enfuir et à se réfugier à Tarente, auprès de Catherine de Valois-Courtenay, impératrice latine en titre. Dès 1339, il débarque à Thomokastron (près de Parga) où il tente de soulever la population contre l'empereur Andronic III. En 1340, Andronic III et Nicéphore II Orsini concluent un accord, par lequel ce dernier obtient le titre de panhypersebastos ainsi que la main de Marie, la fille de Jean VI Cantacuzène.

### La ligue anti-turque (1327)

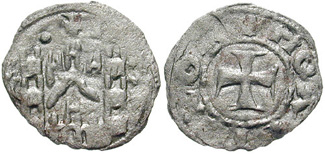
Denier tournois d'Andronic III Paléologue, 1328.

Sa politique en Méditerranée est cependant contrée par les Latins (Chevaliers de Rhodes, rois de Chypre, Vénitiens, Génois) qui disposent d'intérêts à défendre en mer Égée.
Si, en 1327, les Vénitiens envisagent la création d'une ligue des États chrétiens devant inclure l'empereur byzantin, c'est le pape Jean XXII qui l'organise et en exclut les Byzantins. Constituée à Avignon en 1334, la ligue anti-turque admet toutefois le principe d'une participation byzantine mais demeure dirigée par les Latins. La participation des Byzantins à la ligue est subordonnée, par Jean XXII et ses successeurs, à l'abandon de l'orthodoxie par l'empereur, ce qu'Andronic III refuse, ne voulant pas persécuter ses sujets comme l'avait jadis fait Michel VIII Paléologue.
En 1333, Domenico Cattaneo, seigneur génois de Phocée, attaque Lesbos. En représailles, Andronic III monte une expédition avec l'aide des émirs Saruhan et Umur Bey qui lui permet de reprendre Lesbos en 1336 puis Phocée en 1340.
Les divisions internes entre Latins et Byzantins rendent cette ligue peu active, permettant aux Turcs de reprendre leurs opérations de piraterie.

### Perte des territoires asiatiques

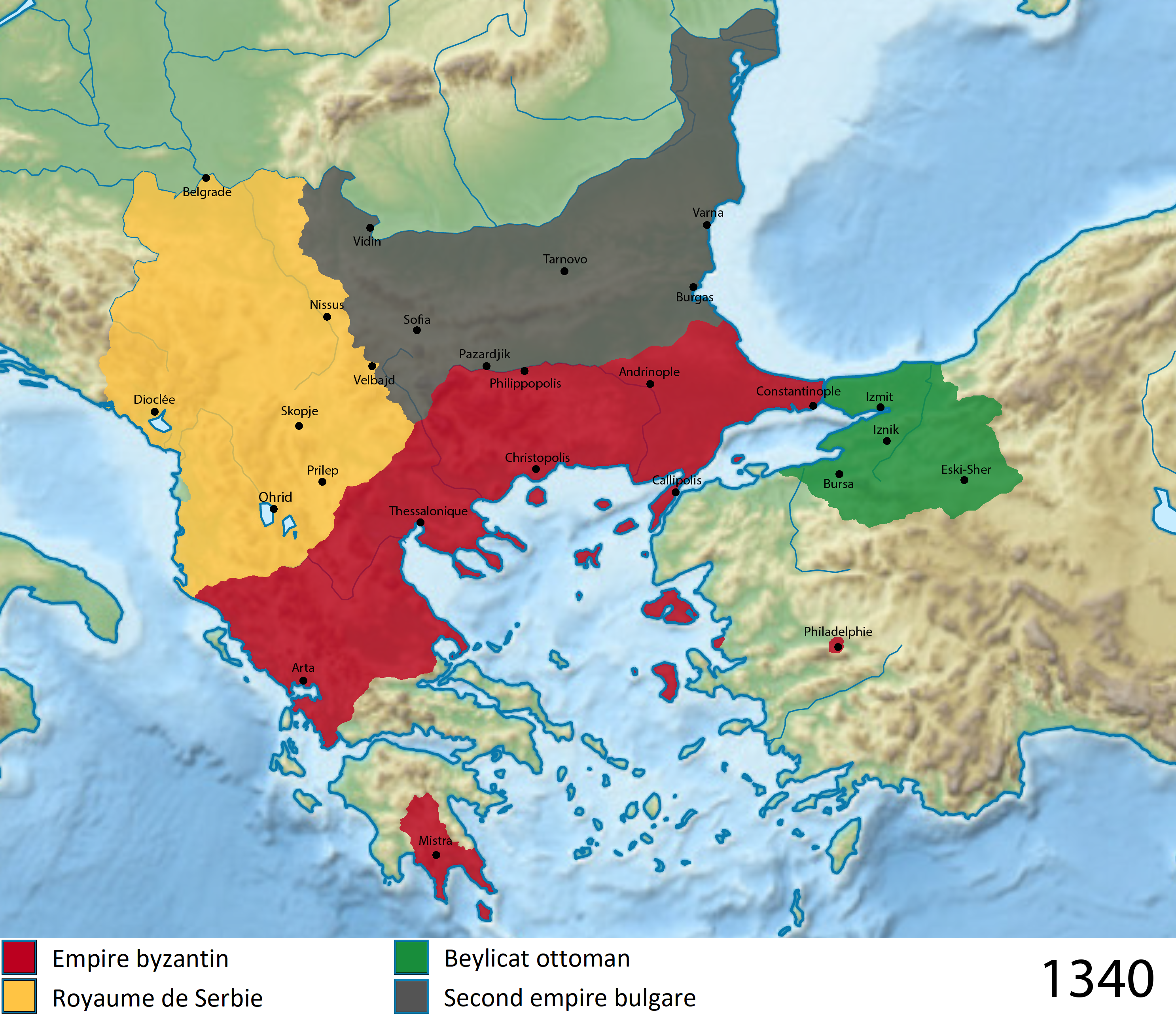
L'empire Byzantin et ses voisins à la mort de Andronic III.

Andronic III est moins heureux dans sa lutte contre les Ottomans : ceux-ci, après avoir conquis Brousse en 1326 et en avoir fait leur capitale, déploient en mai 1329 une armée de 8 000 hommes le long du Bosphore. Andronic III et Jean VI Cantacuzène parviennent à armer 2 000 mercenaires, défaits le 11 juin 1329 à la bataille de Pélékanon. Andronic III doit se résoudre à proposer à Orhan la signature, en 1333, d'un traité aux termes duquel il doit verser au sultan un tribut annuel de 12 000 hyperpérions pour pouvoir conserver les derniers territoires byzantin de Asie.

## Famille et descendance
Andronic III épouse :
- en 1318, Irène de Brunswick (morte en 1324), fille d'Henri Ier de Brunswick-Grubenhagen, duc de Brunswick-Grubenhagen, et d'Agnès de Misnie, qui lui donne un fils, né et mort en 1321.
- en 1326, Jeanne de Savoie (1306–1360), fille d'Amédée V de Savoie, comte de Savoie, et de Marie de Brabant, qui lui donne cinq enfants :
  - Marie, (rebaptisée Irène) (1327–après 1356), épouse, à Andrinople, en 1336 Michel Asen, tsar associé de Bulgarie (mort en 1354).
  - Jean V Paléologue (1332–1391).
  - Michel (1337–1370).
  - Théodore, mort après 1405, gouverneur de Lemnos.
  - Irène, (rebaptisée Marie), mariée en 1355 avec François Gattilusio, archonte de Lesbos (mort en 1384).

Bayalun, fille illégitime d'Andronic III comme rapporté par Mihail-Dimitri Sturdza, se serait convertie à l'islam et aurait été une des femmes d'Özbeg, khan de la Horde d'or. Ibn Battûta relate sa rencontre avec elle dans son livre Rihla.